# Нидерланды на «Евровидении-1962»
Нидерланды принял участие в Евровидении 1962, проходившем в Люксембурге, Люксембург. Его представил голландский поп-дуэт De Spelbrekers с песней «Katinka», выступавшие под номером 8. В этом году страна заняла последнее место, не получив ни одного балла, что было впервые в истории конкурса. Комментатором конкурса от Нидерланд в этом году стал Вильем Дайс, а глашатаем — Гер Лугтенбёрг.

## Национальный отбор[4]
| Номер | Артист              | Песня                                | Баллы | Место |
| ----- | ------------------- | ------------------------------------ | ----- | ----- |
| 1     | Rita Korita         | «Carnaval»                           | 120   | 4-е   |
| 2     | De Spelbrekers      | «Katinka»                            | 169   | 1-е   |
| 3     | Joke van den Burg   | «Het is voorbij»                     | 98    | 5-е   |
| 4     | Ella Raya           | «Heb je nog die mooie oude grachten» | 21    | 7-е   |
| 5     | Gert Timmerman      | «Niets»                              | 141   | 2-е   |
| 6     | Conny van den Bosch | «Zachtjes»                           | 138   | 3-е   |
| 7     | Pat Berry           | «Wees zuinig op de wereld»           | 33    | 6-е   |

Ежегодно в стране проходит Национальный конкурс, по итогам которого выбирают исполнителя и песню для Евровидения. В этом году отбор проходил в театре Concordia в Бюссюме. В конкурсе приняли 7 песен, голосование проводилось 12 региональным жюри, каждое из которых разделило 60 баллов между песнями. Победителем стала песня «Katinka» в исполнении De Spelbrekers, выигравшая с отрывом в 21 балл.

## Страны, отдавшие баллы Нидерландам
Каждый член жюри мог распределить 6 очков: 3 — лучшей песне, 2 — второй и 1 — третьей. Песня с наибольшим количеством очков получала 3 очка, со вторым результатом — 2 очка, с третьим — одно очко: это считалось окончательным голосом и объявлялось как часть «Голоса Европейского жюри».
Впервые за историю конкурса «Евровидение» Нидерланды, наряду с Бельгией, Испанией и Австрией, не получили ни одного балла.

## Страны, получившие баллы от Нидерланд
| 3 балла | Монако   |
| 2 балла | Германия |
| 1 балл  | Швеция   |